# توماس روميرو بيريرا
توماس روميرو بيريرا (بالإسبانية: Tomás Romero Pereira)‏ (و. 1886 – 1982 م) هو سياسي، ومهندس معماري من باراغواي .
تولى منصب رئيس الباراغواي .وهو عضو في حزب كولورادو .